# Саидова, Хадижат Магомедовна
Хадижат Магомедовна Саидова (21 октября 1925, c. Урахи, Сергокалинский район — 22 марта 2022) — советский и российский учёный-микропалеонтолог, биолог и океанолог. Участница Великой Отечественной войны. Заслуженный деятель науки РСФСР и ДАССР, доктор биологических наук, доктор геолого-минералогических наук, профессор. Заслуженный профессор ИО РАН.

## Биография
Родилась Хадижат Магомедовна Саидова 21 октября 1925 года в с. Урахи Сергокалинского района Дагестанской АССР, РСФСР, СССР. По национальности — даргинка.
Отец, Магомед Нурбагандович Саидов, — заслуженный геолог РСФСР, доктор геолого-минералогических наук, профессор. Директор ВНИИ НП. Кавалер ордена Ленина.
Участник Великой Отечественной войны, гвардии младший лейтенант медицинской службы. Работала хирургической медсестрой в эвакуационном госпитале.
В 1944 году, пройдя курс альпийской подготовки, участвовала в снятии немецких флагов с горных вершин Северного Кавказа.
В 1949 году окончила нефтяной институт, три года работала во ВНИИГаза, в том числе выполняла геологическую съёмку в Азербайджане и стратиграфическое расчленение мезозойских пластов по фораминиферам. Участвовала в научных экспедициях на всех континентах Евразии. Работала на научно-исследовательском судне «Витязь», изучая Мировой океан и его особенности.
Научный руководитель 5 кандидатских и 2 докторских диссертаций.
С 1952 года до конца жизни работала в Институте океанологии РАН им П. П. Ширшова: заведующая кафедрой, заведующая лабораторией, главный научный сотрудник.
Заслуженный профессор ИО РАН, главный научный сотрудник Лаборатории палеоэкологии и биостратиграфии.
В последние несколько лет она проанализировала структуру сообществ бентосных фораминифер более чем на 6500 океанологических станциях из разных районов Мирового океана. Важным методическим и фундаментальным результатом стало определение сообществ фораминифер как индикаторов основных параметров морской среды.
За весь период работы она исследовала около 100 тысяч океанологических станций для создания фундаментальны трудов по микропалеонтологии.
Воспитала сына — доктора геолого-минералогических наук. Проживала в Москве. Скончалась 22 марта 2022 года в возрасте 96 лет.

## Награды, звания и премии
Указами Президиума Верховного Совета СССР награждена следующими орденами и медалями:
- Орден Отечественной войны 2 степени (1985)
- Орден Трудового Красного Знамени (1948)
- Орден Трудового Красного Знамени (1957)
- Орден Трудового Красного Знамени (1972)
- Орден «Знак Почёта» (1977)
- Орден «Знак Почёта» (1986)
- Медаль «За победу над Германией в ВОВ» (1945)
- Медаль «За доблестный труд во время ВОВ» (1946)

Указами Президиума Верховного Совета РСФСР и ДАССР присвоены почётные звания:
- Заслуженный деятель науки РСФСР (1974)
- Заслуженный деятель науки ДАССР (1989)

Поощрена Почётной Грамотой Президиума Верховного Совета СССР за вклад в развитие Советской науки.
В 2012 году ей присуждена премия им. Джозэфа Кэшмэна за фундаментальные труды по исследованию «Фораминифер».

## Научные труды
Монографии
- Саидова Х. М. Бентосные фораминиферы Тихого океана. М.: Изд-во ИО АН СССР, 1975. 875 с.
- Саидова Х. М. О современном состоянии системы надвидовых таксонов кайнозойских бентосных фораминифер. М.: Изд-во ИО АН СССР, 1981. 73 с.
- Саидова Х. М. Экология шельфовых сообществ фораминифер и палеосреда голоцена Берингова и Чукотского морей. М.: Наука, 1994. 94 с.
- Саидова Х. М. Биогеография и экология сообществ бентосных фораминифер Тихого океана. LAPLAMBERTAcademicPublishing, 2018. 100 с.

Статьи:
- Матуль А. Г., Саидова Х. М., Смирнова М. А., Хусид Т. А., Казарина Г. Х., Чеховская М. П. Быстрые диахронные изменения палеоокеанологии на дальневосточной окраине СЗ Пацифики при переходе от последнего оледенения к голоцену // Доклады академии наук. 2015. Т. 463. № 6. С. 719—724.
- Саидова Х. М. Шельфовые сообщества фораминифер Охотского моря // Океанология. 1994. Т. 34. Вып. 6. С. 867—872.
- Саидова Х. М. Сообщества бентосных фораминифер Южного океана // Океанология. 1998. Т. 38. № 4. С. 561—567.
- Саидова Х. М. Сообщества бентосных фораминифер бассейнов арктического пояса Канады // Океанология. 2002. Т. 42. № 3. С. 394—401.
- Саидова Х. М. Сообщества фораминифер атлантического бореального шельфа Северной Америки // Океанология. 2003. Т. 43. № 2. С. 228—236.
- Саидова Х. М. Сообщества бентосных фораминифер Мексиканского залива // Океанология. 2005. Т. 45. № 2. С. 256—264.
- Саидова Х. М. Сообщества фораминифер материковой ступени Скандинавского полуострова // Океанология. 2005. Т. 45. № 4. С. 551—558.
- Саидова Х. М. Биохроностратиграфия и палеосреда голоцена в Двинском заливе по бентосным фораминиферам (Белое море) // Океанология. 2010. Т. 50. № 4. С. 576—582.
- Саидова Х. М. Глубоководные сообщества бентосных фораминифер Северного Ледовитого океана // Океанология. 2011. Т. 51. № 1. С. 65-73.
- Саидова Х. М. Глава 5. Стратиграфия и геологическая история. 5.3. Экология современных и голоценовых бентосных фораминифер, биохроностратиграфия и палеосреда Белого моря // Лисицын А. П. и др. (ред.).
- Саидова Х. М. Система Белого моря. Том IV. Процессы осадкообразования, геология и история. М.: Научный мир, 2017. С. 881—907.
- Саидова Х. М. Бентосные фораминиферы в позднечетвертичных отложениях на восточном континентальном склоне Камчатки (колонка SO201-2-12KL) // Океанологические исследования. 2018. Т. 46. № 1. С. 39-55.
- Saidova Kh.M. Sediment stratigraphy and paleogeography of the Pacific Ocean by benthonic foraminifera during the Quaternary // Progress in Oceanography. 1965. V. 4. P. 143—151.